# Las Flores (Rivera)
Las Flores é uma localidade uruguaia do departamento de Rivera, na zona sul do departamento, banhada pelo Arroyo Yaguarí e Arroyo Carpintería, na fronteira do departamento riverense com o departamento de Tacuarembó. Está situada a 92 km da cidade de Rivera, capital do departamento.

## Toponímia
O nome da localidade vêm de uma família que vivia na região que tinha este sobrenome 

## Economia
O povoado vive da atividade agropecuária e da produção de palanques e postes de pedra basáltica 

## População
Segundo o censo de 2011 a localidade contava com uma população de 20 habitantes.
| Variação demográfica do município entre 2004 e 2011 |
|                                                     |

## Geografia
Las Flores se situa próxima das seguintes localidades: ao norte, Amarillo, a noroeste, Minas de Corrales, a sul Pueblo de Arriba (Tacuarembó) e a sudeste, Punta de Cinco Sauces (Tacuarembó).

## Autoridades
A localidade é subordinada diretamente ao departamento de Rivera, não sendo parte de nenhum município riverense.

## Religião
A localidade possui uma capela "Santo Inácio", subordinada à paróquia "São João Bosco" (cidade de Minas de Corrales), pertencente à Diocese de Tacuarembó

## Transporte
A localidade possui as seguintes rodovias:
- Ruta 28, que liga Paso Ataques ao cruzamento com a Ruta 44 (fronteira com o  departamento de Tacuarembó).
- Ruta 44, que liga a cidade de Melo (Departamento de Cerro Largo) à cidade de Ansina (Tacuarembó)[8][9]